# Huizhou
Huizhou (chiń. 惠州; pinyin Hùizhōu) – miasto o statusie prefektury miejskiej w południowych Chinach, w prowincji Guangdong. W 2010 roku liczba mieszkańców miasta wynosiła 320 049. Prefektura miejska w 1999 roku liczyła 2 718 248 mieszkańców.
2 czerwca 2012 r. miała miejsce inauguracja kopii austriackiej gminy Hallstatt. Budowa, która trwała rok i kosztowała 940 mln. dolarów, wywołała skandal wśród Austriaków, których nie pytano o zdanie w kwestii skopiowania ich gminy.